# Жабриця Палляса
Жабриця Палляса, жабриця Палласа і жабриця мінлива як Seseli varium (Seseli pallasii) — вид рослин з родини окружкових (Apiaceae), поширений у Європі від Італії до України.

## Опис
Багаторічна або дворічна трав'яниста рослина з лускатим кореневищем, заввишки 30–120 см. Стебло пряме, округле, м'яко бороздчасте, мало листяне і гіллясте. Прикореневі листки з черешком; пластина в контурі широко трикутної форми, 2–4-периста. Стеблові листки волохаті, дрібніші. Квітки дрібні, чашечка гостра, віночок білий. Плоди витягнуті, голі.

## Поширення
Поширений у Європі від Італії до України.
В Україні вид зростає на степових і кам'янистих схилах і лісових полянах — у Закарпатті на вулканічних передгір'ях, рідко; на Правобережжі в Лісостепу і Степу, у Степовому Криму і передгір'ях.